# Депортація фінів-інгерманладців
Депортація фінів-інгерманландців в 1930-і роки — масові виселення інгерманландців в 30-і роки XX століття в СРСР з земель їх історичного проживання.
З початку 1930-х років інгерманландське населення зазнало репресій з боку радянської влади, підсумком яких стало практично повне його зникнення з районів традиційного проживання до другої половини 1940-х років.
Можна виділити три «хвилі» репресій щодо інгерманландців до війни: 1930—1931, 1935—1936 і 1937—1938 років.
У 1928 відбувається поділ землі. Спочатку всі господарства розподіляють по 5 класів. Землю також класифікують.
До 1-го класу відносять найбідніших жителів, з яких багато хто лише недавно приїхав у село.
До 2-го класу відносять бідноту, яка через свої лінощі та погане життя опустилася до повної розрухи.
До 3-го класу належать середньозаможні.
До 4-го і 5-го класу належали багаті, або так звані «буржуї» та «кулаки».
ВЗараховані до 1-го класу отримали кращі землі, і т. д. Поділ землі по-новому викликав суперечки та розбрат, коли у всіх, хто в той час добре обробляв землю, її забрали, і дали натомість землю іншого класу. Не дивно що серед селян з'явилася ненависть до влади і її представникам.